# Tijdskrediet
Tijdskrediet is in België het wettelijk recht om tijdelijk een arbeidsprestatie of loopbaan te onderbreken of de arbeidstijd te verminderen.
Het opnemen of verkrijgen van tijdskrediet is aan voorwaarden verbonden en het is mogelijk om onder bepaalde omstandigheden een uitkering te krijgen van de RVA voor de periode van onderbreking. Niet elke werknemer heeft recht op tijdskrediet: ambtenaren en werknemers van bedrijven met minder dan 11 werknemers zijn uitgesloten, net als werknemers bij bedrijven die een specifieke cao hebben.

## Geschiedenis
De sociale herstelwet van januari 1985 luidde het begin in van het begrip loopbaanonderbreking. Ten grondslag aan de wet op de loopbaanonderbreking lag het reduceren van werkloosheid. Gekoppeld aan loopbaanonderbreking was namelijk vervangingsplicht. Eind 2001 kwam, mede onder impuls van een florerende economie en een lage werkloosheid, een einde aan het stelsel van loopbaanonderbreking. Verankerd in de CAO 77bis van 19 december 2001 vond de hervorming plaats naar het begrip ‘tijdskrediet’ met als belangrijk verschil dat er geen vervangingsplicht meer van toepassing was.

## Types
Er bestaan 2 vormen van tijdskrediet: het ‘algemeen stelsel’, en het ‘tijdskrediet einde loopbaan’-stelsel.

### Het algemeen stelsel van tijdskrediet
Het algemeen stelsel van tijdskrediet is toegankelijk voor werknemers ongeacht de leeftijd van de werknemer. Het kan worden aangevraagd indien de werknemer minstens 5 jaar gewerkt heeft waarvan minstens 2 jaar anciënniteit bij de werkgever op het moment van aanvraag. Het tijdskrediet in 12 maanden kan volledig opgenomen worden, of over 24 of 60 maanden gespreid worden.
De werknemer kan aanspraak doen op een uitkering wanneer de opname van het tijdskrediet gemotiveerd wordt
door:
- zorg van een kind dat jonger is dan 8 jaar
- palliatieve zorg (maximaal 1 maand en verlengbaar met nog 1 maand)
- noodzakelijke medische bijstand aan een familielid tot de 2e graad of een ernstig ziek gezinslid (minimaal 1 maand en maximaal 3 maanden)
- het volgen van een erkende opleiding

De uitkering wordt in deze gevallen verstrekt voor een periode van 36 maanden. In geval van medische bijstand aan een zwaar ziek minderjarig kind of om te zorgen voor een gehandicapt kind jonger dan 21 jaar bestaat de mogelijkheid om een uitkering te krijgen gedurende 48 maanden. De toekenning van een uitkering is bovendien afhankelijk van de betreffende sectorale of ondernemingscao

### Tijdskrediet einde loopbaan
Als de werknemer minstens 55 jaar is en 25 jaar arbeidsverleden heeft in loondienst en 2 jaar anciënniteit heeft bij de werkgever op het moment van aanvraag, maakt het tijdskrediet ‘einde loopbaan’ het mogelijk om de arbeidstijd met 50% of 20% te verminderen.
Er bestaan uitzonderingen waarbij de werknemer vanaf 50-jarige leeftijd toegang krijgt tot het stelsel van tijdskrediet ‘einde loopbaan’.
Dit kan indien:
- de werknemer werkzaam is in een onderneming die erkend is als onderneming in moeilijkheden
- de werknemer werkzaam is in een onderneming die bezig is met reorganisatie/herstructurering
- de werknemer gedurende minstens 5 jaar van de 10 voorafgaande jaren of minstens 7 jaar van de 15 voorafgaande jaren een zwaar beroep heeft uitgeoefend. Dit zware beroep dient op de lijst te staan van de zgn. knelpuntberoepen
- de werknemer heeft minstens 28 jaar arbeidsverleden in loondienst. Alleen van toepassing op het tijdskrediet van 20% en voor zover de mogelijkheid is voorzien in een sectorale collectieve arbeidsovereenkomst